# Lachassagne
Pour les articles homonymes, voir Lachassagne.
Ne doit pas être confondu avec (La) Chassagne.
Lachassagne (Lachassagni en francoprovençal du Beaujolais) est une commune française située dans le département du Rhône, en région Auvergne-Rhône-Alpes. Ses habitants s'appellent les Arlequins et Arlequines.

## Géographie
Lachassagne est un village viticole du Beaujolais dominant la vallée de la Saône. Il est formé de trois hameaux principaux : Saint-Pierre (autour de l'église et du château), Saint-Cyprien et La Bourlatière, et de quelques autres hameaux (les Pagneux, les Verchères…). Le territoire recouvre aussi une partie des Bois d'Alix, au-delà du vallon du ruisseau la "Galoche".
La vigne laisse de plus en plus place aux lotissements, en raison de la proximité de Lyon (25 km).

### Climat
Pour des articles plus généraux, voir Climat d'Auvergne-Rhône-Alpes et Climat du Rhône.
En 2010, le climat de la commune est de type climat océanique altéré, selon une étude du Centre national de la recherche scientifique s'appuyant sur une série de données couvrant la période 1971-2000. En 2020, Météo-France publie une typologie des climats de la France métropolitaine dans laquelle la commune est exposée à un climat de montagne ou de marges de montagne et est dans la région climatique  Nord-est du Massif Central, caractérisée par une pluviométrie annuelle de 800 à 1 200 mm, bien répartie dans l’année. 
Pour la période 1971-2000, la température annuelle moyenne est de 11,4 °C, avec une amplitude thermique annuelle de 17,4 °C. Le cumul annuel moyen de précipitations est de 853 mm, avec 9,6 jours de précipitations en janvier et 7,1 jours en juillet. Pour la période 1991-2020, la température moyenne annuelle observée sur la station météorologique de Météo-France la plus proche, « Pommiers », sur la commune de Pommiers à 3 km à vol d'oiseau, est de 12,6 °C et le cumul annuel moyen de précipitations est de 778,0 mm,. Pour l'avenir, les paramètres climatiques de la commune estimés pour 2050 selon différents scénarios d'émission de gaz à effet de serre sont consultables sur un site dédié publié par Météo-France en novembre 2022.

## Urbanisme

### Typologie
Au 1er janvier 2024, Lachassagne est catégorisée ceinture urbaine, selon la nouvelle grille communale de densité à sept niveaux définie par l'Insee en 2022.
Elle appartient à l'unité urbaine de Lyon, une agglomération inter-départementale regroupant 123  communes, dont elle est une commune de la banlieue,,. Par ailleurs la commune fait partie de l'aire d'attraction de Lyon, dont elle est une commune de la couronne,. Cette aire, qui regroupe 397 communes, est catégorisée dans les aires de 700 000 habitants ou plus (hors Paris),.

### Occupation des sols
L'occupation des sols de la commune, telle qu'elle ressort de la base de données européenne d’occupation biophysique des sols Corine Land Cover (CLC), est marquée par l'importance des territoires agricoles (48,5 % en 2018), en diminution par rapport à 1990 (54,6 %). La répartition détaillée en 2018 est la suivante : 
cultures permanentes (37,9 %), forêts (26 %), zones urbanisées (25,5 %), zones agricoles hétérogènes (10,1 %), prairies (0,4 %). L'évolution de l’occupation des sols de la commune et de ses infrastructures peut être observée sur les différentes représentations cartographiques du territoire : la carte de Cassini (XVIIIe siècle), la carte d'état-major (1820-1866) et les cartes ou photos aériennes de l'IGN pour la période actuelle (1950 à aujourd'hui).

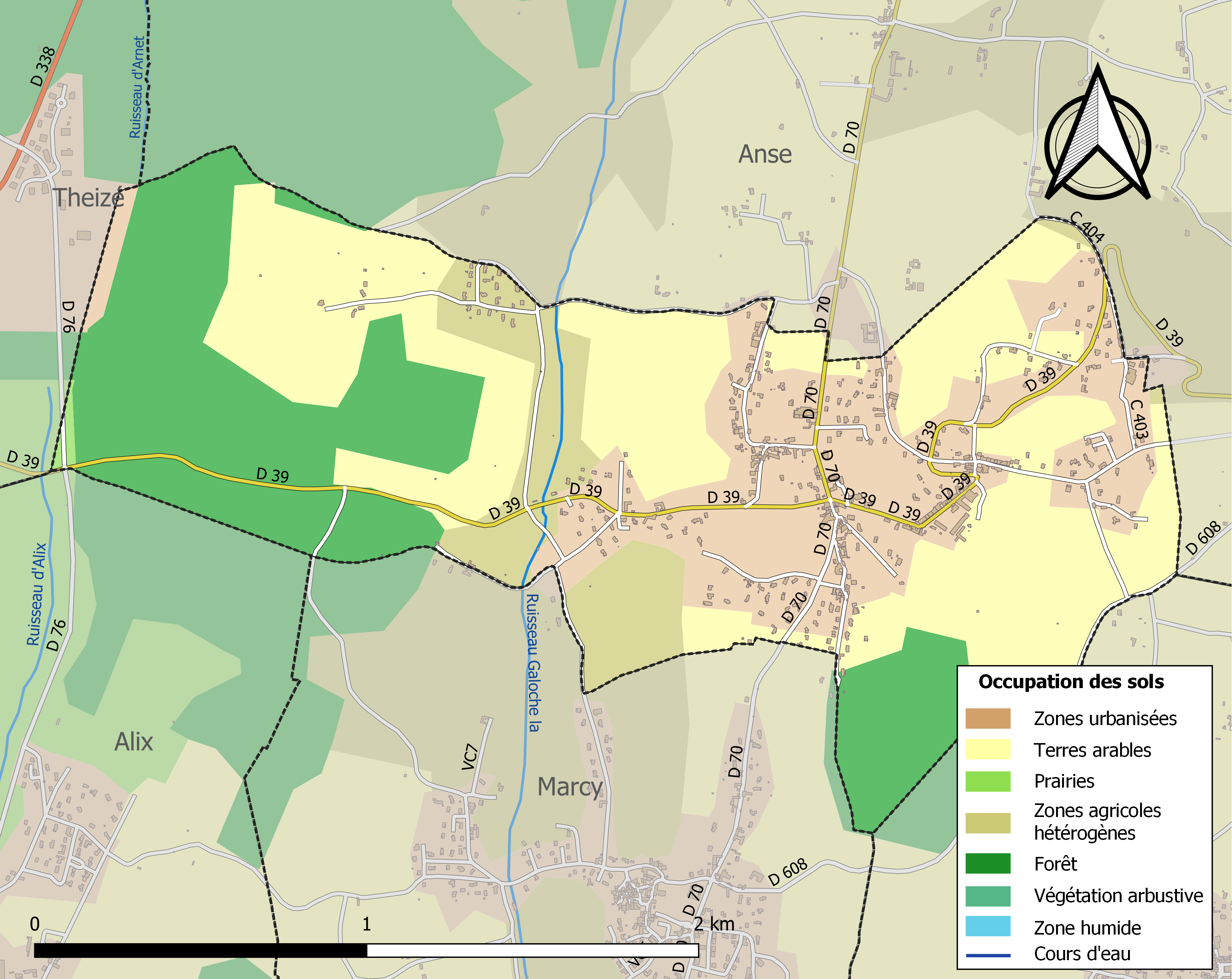
Carte des infrastructures et de l'occupation des sols de la commune en 2018 (CLC).

## Communes limitrophes
Les communes limitrophes sont : Anse, Lucenay, Marcy-sur-Anse, Alix, Theizé.

## Toponymie
Le toponyme Lachassagne est issu du gaulois cassanos signifiant chêne.

## Histoire
Le château de Lachassagne se vendit plusieurs fois jusqu'au XVIIIe siècle où il passait dans la famille de Rochechouart de Mortemart, dont les armes ornent la façade, qui en 1830 reconstruisit le château actuel sur les ruines du château médiéval détruit pendant la révolution. L'édifice possède une longue tradition viticole puisque le vignoble, le cuvage et les chais ont été aménagés et développés dès 1777. Aujourd'hui[Quand ?], le domaine se consacre encore à la production de vins.

## Politique et administration
| Période                                  | Période | Identité                          | Étiquette | Qualité                   |
| ---------------------------------------- | ------- | --------------------------------- | --------- | ------------------------- |
| Monarchie de Juillet                     |         | René de Rochechouart de Mortemart |           |                           |
|                                          | 1972    | Jean Bigot                        |           |                           |
| 1972                                     | 2020    | Jean Étienne                      |           | Kinésithérapeute retraité |
| 2020                                     |         | Jean-Paul Hyvernat                |           | Retraité du BTP           |
| Les données manquantes sont à compléter. |         |                                   |           |                           |

## Population et société

### Démographie
L'évolution du nombre d'habitants est connue à travers les recensements de la population effectués dans la commune depuis 1793. Pour les communes de moins de 10 000 habitants, une enquête de recensement portant sur toute la population est réalisée tous les cinq ans, les populations de référence des années intermédiaires étant quant à elles estimées par interpolation ou extrapolation. Pour la commune, le premier recensement exhaustif entrant dans le cadre du nouveau dispositif a été réalisé en 2004.

En 2022, la commune comptait 1 334 habitants, en évolution de +22,84 % par rapport à 2016 (Rhône : +3,93 %, France hors Mayotte : +2,11 %).
| 1793 | 1800 | 1806 | 1846 | 1851 | 1856 | 1861 | 1866 | 1872 |
| ---- | ---- | ---- | ---- | ---- | ---- | ---- | ---- | ---- |
| 212  | 171  | 153  | 485  | 437  | 520  | 511  | 490  | 503  |

| 1876 | 1881 | 1886 | 1891 | 1896 | 1901 | 1906 | 1911 | 1921 |
| ---- | ---- | ---- | ---- | ---- | ---- | ---- | ---- | ---- |
| 472  | 459  | 412  | 401  | 439  | 438  | 401  | 338  | 278  |

| 1926 | 1931 | 1936 | 1946 | 1954 | 1962 | 1968 | 1975 | 1982 |
| ---- | ---- | ---- | ---- | ---- | ---- | ---- | ---- | ---- |
| 276  | 265  | 266  | 279  | 276  | 371  | 274  | 370  | 510  |

| 1990 | 1999 | 2004 | 2006 | 2009 | 2014  | 2019  | 2022  | - |
| ---- | ---- | ---- | ---- | ---- | ----- | ----- | ----- | - |
| 605  | 769  | 846  | 893  | 879  | 1 031 | 1 181 | 1 334 | - |

### Enseignement
Le village dispose d'une école maternelle et primaire.

### Sports
Club de football et club de tennis sont présents.

## Culture locale et patrimoine

### Lieux et monuments
Du 20 décembre au 6 janvier environ, la crèche de Noël, dans l'église du village, présente le contexte rural du village de la première moitié du XXe siècle.